# 岩崎貴文
岩崎 貴文（1976年8月29日—）是一名出身於日本熊本縣的男性歌手、吉他手、作曲家及編曲家。他所創作的歌曲是超級戰隊特攝系列「爆龍戰隊暴連者」、「魔法戰隊魔法連者」、「獸拳戰隊激氣連者」及「炎神戰隊轟音者」的片頭曲等作品至今仍有不錯的人氣。現在他是Columbia Music Entertainment属下的Project.R成員之一。

## 主要作品

### 特攝
- 《爆龍戰隊暴連者》
  - 《爆竜戦隊アバレンジャー》（OP／作曲擔當）
- 《魔法戰隊魔法連者》
  - 《魔法戦隊マジレンジャー》（OP／作曲・主唱擔當）
  - 《魔法のJUMON》（挿入歌／作曲・編曲・主唱擔當）
- 《轟轟戰隊冒險者》
  - 《ボウケンジャー GO ON FIGHTING!》（插曲／編曲擔當）
  - 《ゴーゴービークル大行進!》（插曲／作詞・作曲・編曲・主唱擔當）
  - 《Start up! ～絆～》（插曲／編曲擔當）
  - 《Black Drive》（印象歌曲／作曲・編曲擔當）
- 《獸拳戰隊激氣連者》
  - 《獣拳戦隊ゲキレンジャー》（OP／作曲擔當）
  - 《1-2-3-4激気正義!》（插曲／作曲擔當）
  - 《過激気!》（插曲／作曲擔當）
  - 《黒き鼓動～揺るぎない想い～》（印象歌曲／作詞・作曲・編曲擔當）
- 《炎神戰隊轟音者》
  - 《炎神戦隊ゴーオンジャー》（OP／作曲・編曲擔當）
  - 《明日もゴーオンジャー》（插曲／主唱擔當）
  - 《Smile×Smile》（印象歌曲／作曲擔當）
- 《侍戰隊真劍者》
  - 《ゴールド人情 一本締め》（印象歌曲／作曲・編曲擔當）
- 《天装戰隊護星者》
  - 《ガッチャ☆ゴセイジャー》（ED／作曲擔當）
  - 《☆Fight☆》（插曲／作曲擔當）

### 動畫
- 《蠟筆小新》
  - 《こんな時こそ焼肉がある》（電影《風起雲湧！光榮燒肉之路》ED／作曲擔當）
  - 《ユルユルでDE-O!》（電影《蠟筆小新：風起雲湧！唱歌屁股炸彈》OP／編曲擔當）
- 《網球王子》
  - 《君に映る景色》（印象歌曲／作詞・作曲・編曲擔當）
  - 《7月の雨～is this love?～》（印象歌曲／作詞・作曲・編曲擔當）
  - 《僕が僕でありますように》（印象歌曲／作曲・編曲擔當）
  - 《RISE-下剋＋上等-》（印象歌曲／作曲・編曲擔當）
- 《元氣小茶犬》
  - 《お茶犬絵かき歌》（ED／作曲・編曲擔當）
- 《はたらキッズ マイハム組》
  - 《はたらキッズ マイハム組》（OP／作詞・作曲・編曲擔當）
- 《七龍珠改》
  - 《Dragon Soul》（OP／作曲擔當）
  - 《Yeah! Break! Care! Break!（ヤ・ブレ・カ・ブレ）》（ED／作曲擔當）
- 《寶石寵物 鈴噹☆》
  - 《Happy☆てぃんくる》（OP／作曲擔當）

### 歌謠曲
- Ya-Ya-yah
  - 《風に乗って》（作詞・作曲擔當）

## 獎項
- 由岩崎貴文作曲的日本特攝《魔法戰隊》香港版同名主題曲由陳柏宇演唱的《魔法戰隊》曾於「2008兒歌金曲頒獎禮」內奪得「十大兒歌金曲」獎
由岩崎貴文作曲的日本特攝《炎神戰隊》香港版主題曲由羅孝勇主唱的《Let's Go》曾於「新城勁爆兒歌頒獎禮2011」內奪得「新城勁爆兒歌」獎
由岩崎貴文作曲的日本動畫《寶石寵物III》香港版主題曲由何雁詩主唱的《Go! Go! Sunshine》曾於「新城勁爆兒歌頒獎禮2012」內奪得「新城勁爆兒歌」獎

## 演出

### 電台節目
- 《A&G 超RADIO SHOW〜アニスパ!〜》（第50回客串演出）

## 外部連結
- （日語） 岩崎貴文 - 動畫歌手資料庫 （页面存档备份，存于）
- （日語） 岩崎貴文 Official Web Site / t.k.f.m 69 System （页面存档备份，存于）
- （日語） 岩崎貴文官方BLOG （页面存档备份，存于）